# جلوالی
جلوالی (به انگلیسی: Jaluwali) یک شهرک در پاکستان است که در ناحیه دیره غازی خان واقع شده‌است.